# Bradina iridescens
Bradina iridescens là một loài bướm đêm trong họ Crambidae.